# Bisdom Oslo (rooms-katholiek)

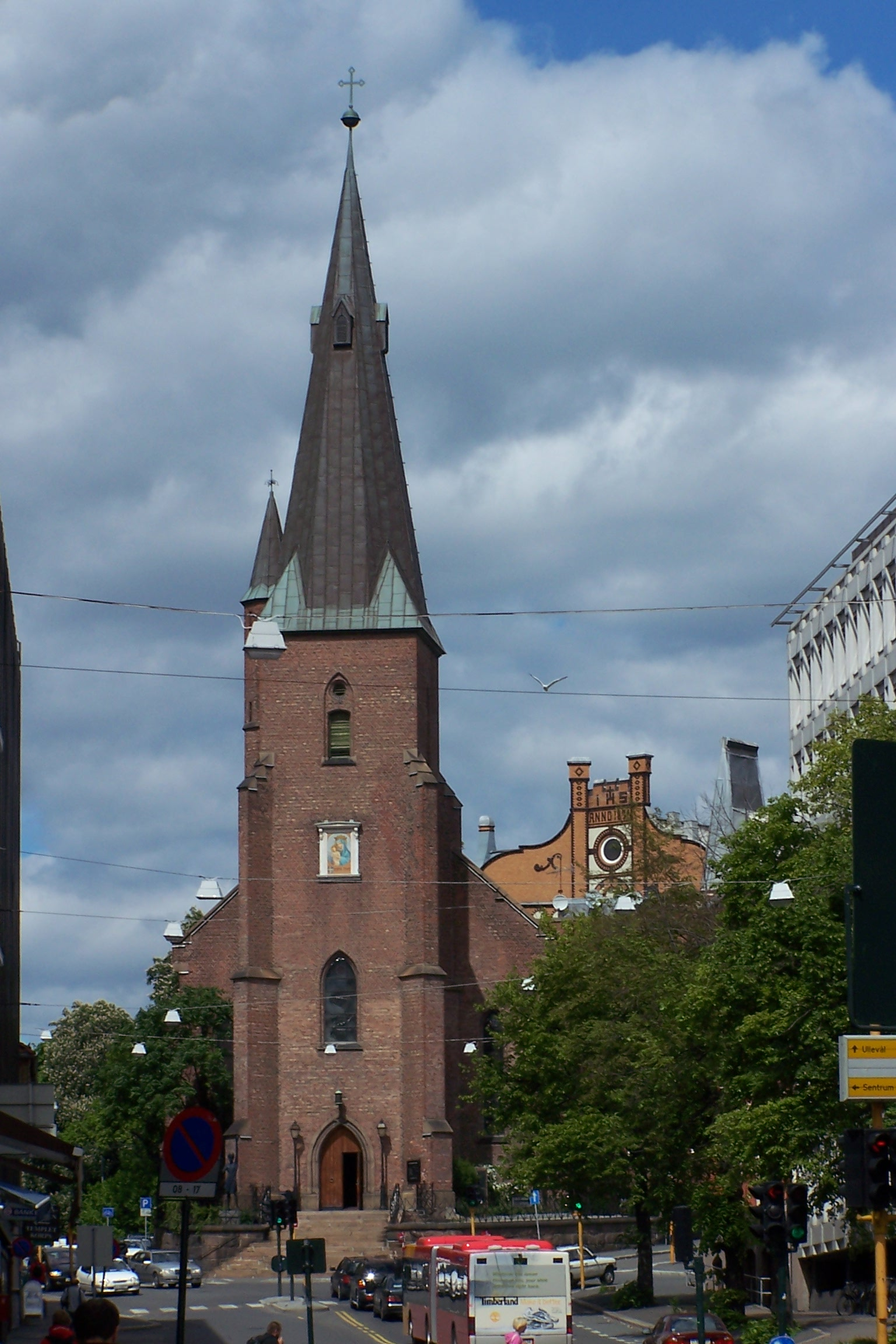
Kathedraal van Sint Olav, zetel van het bisdom

Het Bisdom Oslo (Latijn: Dioecesis Osloensis; Noors: Oslo katolske bispedømme) is een bisdom van de Rooms-Katholieke Kerk in Oslo, Noorwegen. Het is het enige bisdom van de Noorse kerkprovincie en beslaat de zuidelijke helft van het land. De noordelijke helft van de kerkprovincie wordt bediend door de prelaturen: Trondheim en Tromsø. In het bisdom zijn ongeveer 50.000 katholieken woonachtig (1,5% van de totale bevolking). Er zijn 20 parochies en in totaal zijn er 21 priesters werkzaam in het bisdom.
Het bisdom is ontstaan uit de parochie St. Olav die vanaf 1843 deel uitmaakte van het apostolisch vicariaat Zweden. Sinds 1892 kreeg Noorwegen in zijn geheel de status van zelfstandig vicariaat. De Nederlander Johannes Olav Smit was van 1922 tot 1928 apostolisch vicaris van Noorwegen. Vanaf 1931 werd Oslo als zodanig zelfstandig.
In 1953 werd Oslo tot bisdom verheven. Het bisdom bestuurt een aantal katholieke scholen.